# Накашидзе, Ахмед Ризманович
Ахмед Ризманович Накашидзе (1907 год, село Ахо, Батумская область, Российская империя — 1988 год, село Ахо, Кедский район, Аджарская АССР, Грузинская ССР) — звеньевой колхоза имени III Интернационала Кедского района Аджарской АССР, Грузинская ССР. Герой Социалистического Труда (1949).

## Биография
Родился в 1907 году в крестьянской семье в селе Ахо Батумской области (сегодня — Кедский муниципалитет). После окончания местной начальной школы трудился в личном сельском хозяйстве. Во время коллективизации одним из первых вступил в местный колхоз имени III Интернационала Кедского района. Трудился рядовым колхозником до призыва в Красную армию по мобилизации. Участвовал в Великой Отечественной войне.
После демобилизации возвратился в родное село, где продолжил трудиться звеньевым табаководческого звена в колхозе имени III Интернационала Кедского района.
В 1948 году звено под его руководством собрало в среднем с каждого гектара по 18,1 центнера табачного листа сорта «Самсун» на участке площадью 3 гектара. Указом Президиума Верховного Совета СССР от 18 июня 1949 года удостоен звания Героя Социалистического Труда за «получение высоких урожаев табака в 1948 году» с вручением ордена Ленина и золотой медали «Серп и Молот» (№ 3799).
В последующие годы руководил виноградарской бригадой в этом же колхозе, которая соревновалась с бригадой Абдула Алиевича Беридзе.
После выхода на пенсию проживал в родном селе Ахо Кедского района. Скончался в 1988 году.
Награды
- Герой Социалистического Труда
- Орден Ленина
- Орден Отечественной войны 2 степени (11.03.1985)